# Алиев, Иса Муса оглы
Иса Муса оглы Алиев (азерб. İsa Musa oğlu Əliyev; 1939 год, Норашенский район — 24 декабря 1997 года, Шарурский район) — советский азербайджанский табаковод, Герой Социалистического Труда (1976).

## Биография
Родился в 1939 году в селе Чомахтур Норашенского района Нахичеванской АССР (ныне Шарурский район Нахичеванской АР Азербайджана).
С 1955 года — поливальщик, с 1961 года — звеньевой, с 1966 года — бригадир колхоза «1 мая» Ильичевского района Нахичеванской АССР. В 1976 году получил 31 центнер табака с каждого гектара на площади 25 гектаров, увеличив урожайность табака на 30 процентов.
Указом Президиума Верховного Совета СССР от 27 декабря 1976 года за выдающиеся успехи, достигнутые во Всесоюзном социалистическом соревновании, проявленную трудовую доблесть в выполнении планов и социалистических обязательств по увеличению производства и продажи государству зерна, хлопка, винограда, овощей и других сельскохозяйственных продуктов в 1976 году Алиеву Исе Муса оглы присвоено звание Героя Социалистического Труда с вручением ордена Ленина и золотой медали «Серп и Молот».
Активно участвовал в общественной жизни Азербайджана. Член КПСС с 1966 года. Депутат Верховного Совета СССР 10-го и 11-го созыва. Делегат XIX Всесоюзной конференции КПСС и четвертого Всесоюзного съезда колхозников.
Скончался 24 декабря 1997 года в Шарурском районе.